# Liste der Biografien/Phy
Liste der Biografien |
Portal Biografien |
Personensuche
# |
A |
B |
C |
D |
E |
F |
G |
H |
I |
J |
K |
L |
M |
N |
O |
P |
Q |
R |
S |
T |
U |
V |
W |
X |
Y |
Z |
?
 
Pa |
Pc |
Pe |
Pf |
Ph |
Pi |
Pj |
Pk |
Pl |
Pm |
Pn |
Po |
Pr |
Ps |
Pt |
Pu |
Pv |
Pw |
Py
 
Pha |
Phe |
Phi |
Phl |
Pho |
Phr |
Phu |
Phy
Die Liste der Biografien führt alle Personen auf, die in der deutschsprachigen Wikipedia einen Artikel haben. Dieses ist eine Teilliste mit 6 Einträgen von Personen, deren Namen mit den Buchstaben „Phy“ beginnt.

## Phy

### Phyf
- Phyfe, Hal (1892–1968), US-amerikanischer Fotograf

### Phyl
- Phylarchos, griechischer Historiker

### Phyn
- Phynn (* 1984), niederländischer Trance-DJ und Musikproduzent

### Phyo
- Phyo, Un-suk (* 1981), nordkoreanische Marathonläuferin

### Phyr
- Phyromachos, attischer Bildhauer

### Phyu
- Phyu, May Sabe (* 1976), myanmarische Menschenrechtlerin